# Apogonia villosula
Apogonia villosula är en skalbaggsart som beskrevs av Moser 1919. Apogonia villosula ingår i släktet Apogonia och familjen Melolonthidae. Inga underarter finns listade i Catalogue of Life.